# 남부집단군

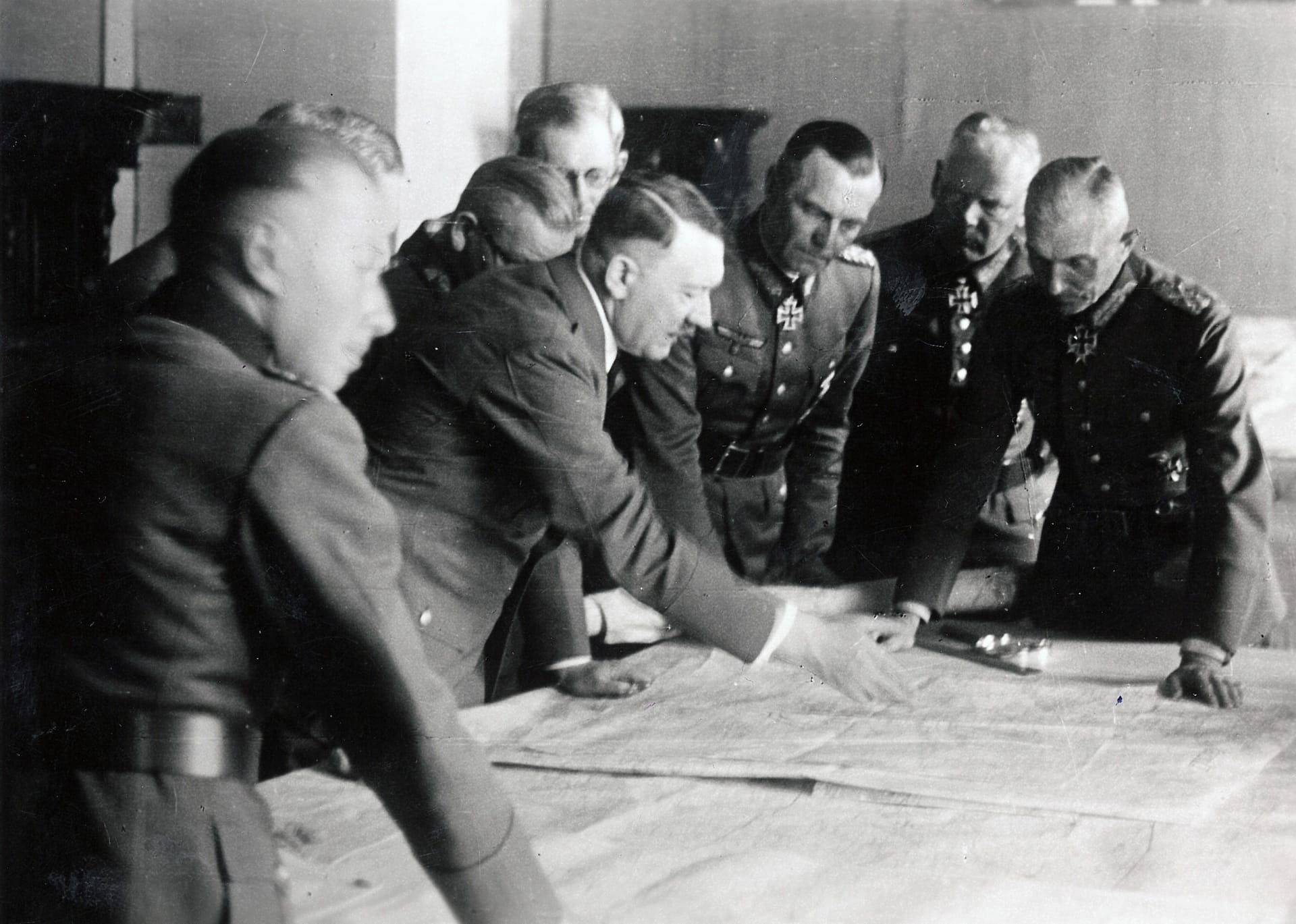

남부 집단군(독일어: Heeresgruppe Süd)은 제2차 세계 대전 기간 동안 존재했던 나치 독일 국방군 육군의 집단군이다. 1939년 9월에 창설된 후, 여러 차례의 해체와 재창설 및 개칭을 거쳐 종전 무렵인 1945년 4월까지 존속했다.

## 연혁
- 1939년 9월, 창설 : 폴란드 침공 작전
- 1941년 6월, 독소전 개시 : 바르바로사 작전
- 1942년 7월, 해체 : A 집단군과 B 집단군으로 분할
- 1943년 2월 14일, 재창설 : 돈 집단군과 B 집단군을 통합
- 1944년 4월 4일, 해체 : 북우크라이나 집단군으로 개칭 (4월 28일, 북우크라이나 집단군 해체)
- 1944년 9월, 재창설 : 남우크라이나 집단군을 개칭

## 사령관
- 초대, 게르트 폰 룬트슈테트 원수 : 1939년 9월 1일 ~ 1939년 10월 26일

연임, : 1941년 6월 22일 ~ 1941년 12월 1일
- 2대, 발터 폰 라이헤나우 원수 : 1941년 12월 1일 ~ 1942년 1월 12일 (순직)
- 3대, 페도어 폰 보크 원수 : 1942년 1월 12일 ~ 1942년 7월 9일
- 4대, 막시밀리안 폰 바이흐스 원수 : 1942년 7월 9일 ~ 1943년 2월 12일
- 5대, 에리히 폰 만슈타인 원수 : 1943년 2월 12일 ~ 1944년 4월 2일
- 6대, 요하네스 프리스너(Johannes Frießner) 상급대장 : 1944년 9월 23일 ~ 1944년 12월 28일
- 7대, 오토 뵐러 보병대장 : 1944년 12월 28일 ~ 1945년 4월 6일
- 8대, 로타르 렌둘릭 상급대장 : 1945년 4월 6일 ~ 1945년 4월 30일

## 편성

### 1939년 9월
- 제8군
- 제10군
- 제14군

### 1941년 6월
- 제6군
- 제11군
- 제17군
- 제1기갑군

### 1944년 10월
- 제6군
- 제8군
- 헝가리 제2군
- 헝가리 제3군

### 1945년 4월
- 제6군
- 제2기갑군
- 제6기갑군

## 같이 보기
- 중부 집단군
- 북부집단군